# 十二人の写真家
『十二人の写真家』（じゅうににんのしゃしんか）は、1955年、勅使河原宏監督による日本のドキュメンタリー映画である。出演者は、国内第一線で活躍する12人の写真家たち。制作は研光社社長の永井嘉一、企画はグラフィックデザイナーの亀倉雄策。

## 概要
研光社発行の写真雑誌『フォトアート』（1949年発刊-1977年休刊）の創刊6周年を記念して製作。日本写真界初の試みとして、国内第一線で活躍する12人の写真家たちが、撮影する様子を捉えたドキュメンタリー映画である。1955年5月18日、研光社主催の「講演と映画の夕」フォトアート創刊6周年記念講演会(東京、銀座山葉ホール）で封切られた後、全国巡回上映となる。『フォトアート』（1955年7月号）では、前年に公開された黒澤明監督作品にちなみ、「七人の侍ならぬ十二人の写真家の撮影ぶりを記録したわが国写真界空前の試み！」と映画を紹介している。モノクロ、49分。

## 内容
上野駅界隈から北千住荒川土手にかけて、市井の人をスナップする木村伊兵衛。ライカの機動性を生かして、素早い動きで被写体に迫る。三木淳は、三田にある草月会の道場で、勅使河原宏監督の実妹であり、後に第2代草月流家元になる勅使河原霞が花を生ける様子を、大型カメラのリンホフと小型35ミリカメラのニコンを使い撮影する。大竹省二は最新型のアメリカ製自動車ダッジに乗り登場する。江の島のホテルや鵠沼海岸で、ローライフレックスオートマットでモデルを写す。婦人画報スタジオでは、秋山庄太郎が雑誌に掲載するため人気モデルを撮影する。林忠彦は武蔵野の自然が残る井の頭公園の近くの、武者小路実篤の自宅を訪ねる。都市部のビルの屋上や桜田門付近のお堀端でモデルを撮る、真継不二夫。銀座にある自身のスタジオで、映画スターを撮影する早田雄二。濱谷浩は自宅のある大磯で、「裏日本」のコンタクトプリントを座敷一杯に広げ解説する。戸外に出て大磯海岸の漁師や海辺で遊ぶ子供たちを写す。稲村隆正は赤坂見附の自宅2階にあるスタジオや屋外でモデルを撮る。渡辺義雄は、前年に竣工した横浜にある神奈川県立音楽堂の建築写真に挑む。田村茂は、来日した中国貿易使節団の滞日の様子を、羽田空港に到着したところからカメラに収める。築地明石町の書斎での寸景から、自宅の長屋を後にする土門拳。街には戦災の傷跡が残っている。コンクリートの残骸のなかで遊ぶ江東の子供たちにカメラを向けると、顔なじみの子供たちが、わーっと集まってくる。撮影を終え現場を後にする土門の背中に、"終"の文字が重なる。

## キャスト
（登場順）
- 木村伊兵衛
- 三木淳
- 大竹省二
- 秋山庄太郎
- 林忠彦
- 真継不二夫
- 早田雄二
- 濱谷浩
- 稲村隆正
- 渡辺義雄
- 田村茂
- 土門拳

## スタッフ
- 監督:勅使河原宏
- 制作:永井嘉一
- 企画:亀倉雄策
- 撮影:御木本良
- 美術:後藤市三
- 進行:武者小路侃
- 録音:片山幹男
- 編集:宮森みゆり
- 解説:吉田謙司
- 選曲:長沼精一